# Saint-Amans (Aude)
Saint-Amans è un comune francese di 62 abitanti situato nel dipartimento dell'Aude nella regione dell'Occitania.

## Società

### Evoluzione demografica
Abitanti censiti